# 旅立ちの歌
『旅立ちの歌』（たびだちのうた）は、doaの14枚目のシングル。

## 内容
- 限定盤のみ表題曲のプロモーションビデオを収録したDVD付き。
- ミュージックビエオ (PV) には、ジャルジャルが出演している。
- 東北放送『…Love Music』およびFM愛媛『FMフレッシュ・ライフ～ハミングにのせて～』エンディング・テーマ。

## 収録曲
全作曲・編曲：徳永暁人
1. 旅立ちの歌
  - 作詞：大田紳一郎
2. FREE WAY
  - 作詞：大田紳一郎
3. Spicy Candy
  - 作詞：吉本大樹

## 特別サイト
「みんなで作るもうひとつの「旅立ちの歌」MUSIC VIDEO」と題し、ファンからの応募による写真やエピソードをもとにして、もう1つの「旅立ちの歌」MUSIC VIDEOを作成。YouTubeのBeingチャンネルにて公開されている。